# 위베이구

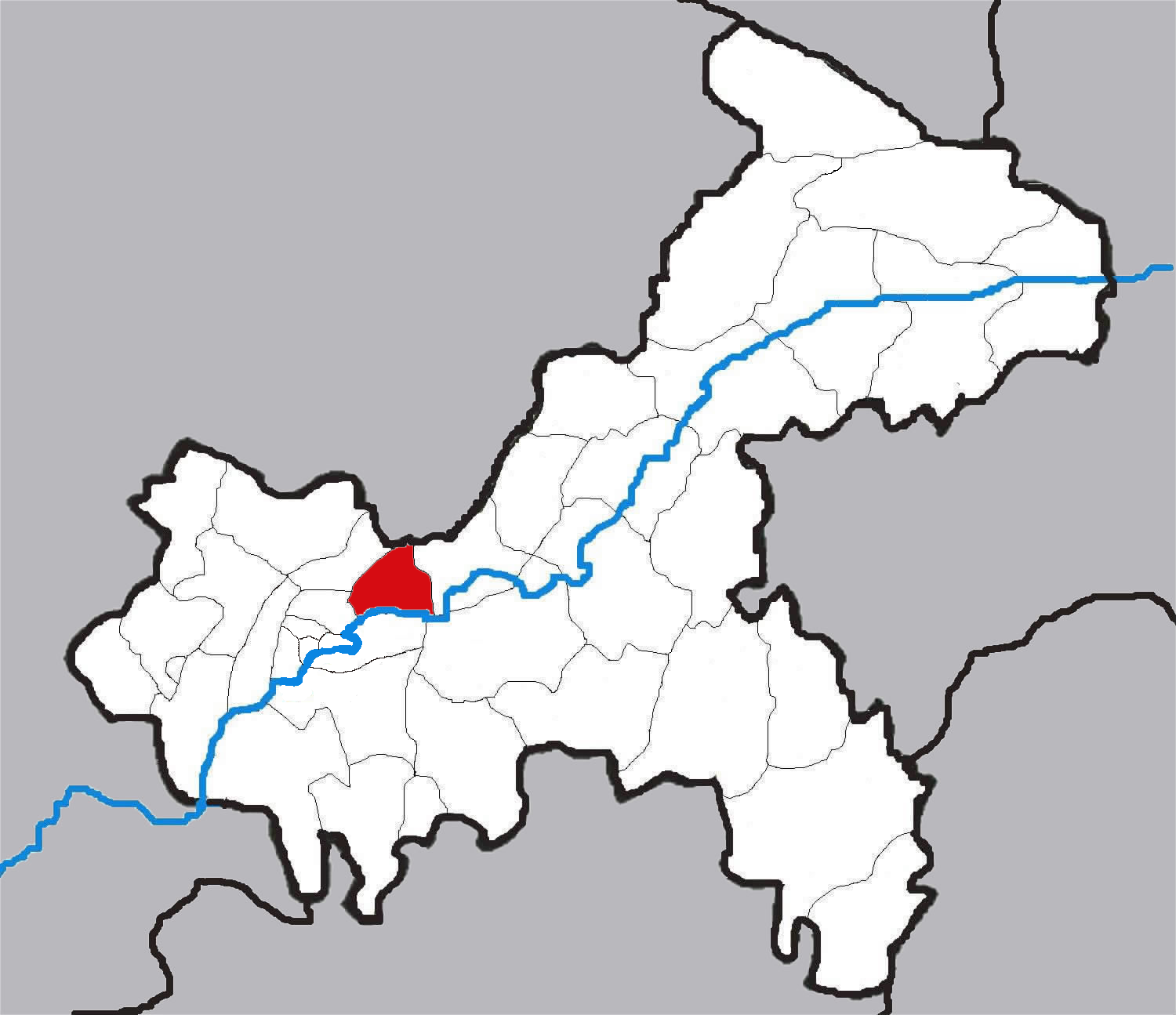
위베이 구의 위치

위베이구(한국어: 유북구, 중국어: 渝北区, 병음: Yúběi Qū)는 중화인민공화국 충칭시의 행정구역이다. 넓이는 1452km2이고, 인구는 2007년 기준으로 930,000명이다.

## 지리
북부의 중간 높이의 산의 해발고도는 800~1460m이고 중부의 낮은 산은 450~800m이며 동남부의 얕은 구릉은 155~450m이다.
연평균 기온은 17.3°C이고 연평균 강수량은 1099.8mm이다. 무상일수는 319.1일이고 연일조시간은 1341.1시간이다.

## 행정 구역
12개 가도, 12개 진을 관할한다.
- 가도：双龙湖街道、龙溪街道、回兴街道、双凤桥街道、鸳鸯街道、人和街道、天宫殿街道、翠云街道、龙山街道、龙塔街道、大竹林街道、悦来街道。
- 진 : 礼嘉镇、石船镇、大盛镇、洛碛镇、古路镇、玉峰山镇、龙兴镇、统景镇、大塆镇、茨竹镇、兴隆镇、木耳镇。